# Barbus amanpoae
Barbus amanpoae är en fiskart som beskrevs av Lambert, 1961. Barbus amanpoae ingår i släktet Barbus och familjen karpfiskar. IUCN kategoriserar arten globalt som livskraftig. Inga underarter finns listade.